# Lijst van voetbalinterlands Polen - Verenigde Staten
Deze lijst van voetbalinterlands is een overzicht van alle officiële voetbalwedstrijden tussen de nationale teams van Polen en de Verenigde Staten. De landen speelden tot op heden zeventien keer tegen elkaar. De eerste ontmoeting betrof een vriendschappelijke wedstrijd in Warschau op 10 juni 1924. Het laatste duel, eveneens een vriendschappelijke wedstrijd, vond plaats op 9 oktober 2010 in Chicago.

## Wedstrijden
| №  | Plaats         | Datum            | Competitie        | Wedstrijd                | Uitslag |
| -- | -------------- | ---------------- | ----------------- | ------------------------ | ------- |
| 1  | Warschau       | 10 juni 1924     | Vriendschappelijk | Polen – Verenigde Staten | 2 – 3   |
| 2  | Warschau       | 10 juni 1928     | Vriendschappelijk | Polen – Verenigde Staten | 3 – 3   |
| 3  | Łódź           | 23 maart 1973    | Vriendschappelijk | Polen – Verenigde Staten | 4 – 0   |
| 4  | Chicago        | 3 augustus 1973  | Vriendschappelijk | Verenigde Staten – Polen | 0 – 1   |
| 5  | San Francisco  | 10 augustus 1973 | Vriendschappelijk | Verenigde Staten – Polen | 0 – 4   |
| 6  | New Britain    | 12 augustus 1973 | Vriendschappelijk | Verenigde Staten – Polen | 1 – 0   |
| 7  | Poznań         | 26 maart 1975    | Vriendschappelijk | Polen – Verenigde Staten | 7 – 0   |
| 8  | Seattle        | 24 juni 1975     | Vriendschappelijk | Verenigde Staten – Polen | 0 – 4   |
| 9  | New Britain    | 10 juli 1988     | Vriendschappelijk | Verenigde Staten – Polen | 0 – 2   |
| 10 | Hershey        | 9 mei 1990       | Vriendschappelijk | Verenigde Staten – Polen | 3 – 1   |
| 11 | Warschau       | 10 oktober 1990  | Vriendschappelijk | Polen – Verenigde Staten | 2 – 3   |
| 12 | Daejeon        | 14 juni 2002     | WK 2002           | Verenigde Staten – Polen | 1 – 3   |
| 13 | Płock          | 31 maart 2004    | Vriendschappelijk | Polen – Verenigde Staten | 0 – 1   |
| 14 | Chicago        | 11 juli 2004     | Vriendschappelijk | Verenigde Staten – Polen | 1 – 1   |
| 15 | Kaiserslautern | 1 maart 2006     | Vriendschappelijk | Verenigde Staten – Polen | 1 – 0   |
| 16 | Krakau         | 26 maart 2008    | Vriendschappelijk | Polen – Verenigde Staten | 0 – 3   |
| 17 | Chicago        | 9 oktober 2010   | Vriendschappelijk | Verenigde Staten – Polen | 2 – 2   |

## Samenvatting
| Competitie        | Totaal gespeeld | Winst Polen | Gelijk | Winst Verenigde Staten | Doelsaldo Polen – Verenigde Staten |
| ----------------- | --------------- | ----------- | ------ | ---------------------- | ---------------------------------- |
| WK-eindronde      | 1               | 1           | 0      | 0                      | 3 − 1                              |
| Vriendschappelijk | 16              | 6           | 3      | 7                      | 33 − 21                            |
| Totaal            | 17              | 7           | 3      | 7                      | 36 − 22                            |

## Details

### Derde ontmoeting
| Vriendschappelijk (Łódź, Polen, 23 maart 1973):                                                  |       |                  |
| Polen                                                                                            | 4 – 0 | Verenigde Staten |
| Włodzimierz Lubański 17' Włodzimierz Lubański 24' Henryk Kasperczak 55' Włodzimierz Lubański 84' | goals |                  |

### Vierde ontmoeting
| Vriendschappelijk (Chicago, Verenigde Staten, 3 augustus 1973): |       |                       |
| Verenigde Staten                                                | 0 – 1 | Polen                 |
|                                                                 | goals | 87' Henryk Kasperczak |

### Vijfde ontmoeting
| Vriendschappelijk (San Francisco, Verenigde Staten, 10 augustus 1973): |       |                                                                                      |
| Verenigde Staten                                                       | 0 – 4 | Polen                                                                                |
|                                                                        | goals | 36' Kazimierz Kmiecik 47' Kazimierz Kmiecik 72' Andrzej Szarmach 88' Zenon Kasztelan |

### Zesde ontmoeting
| Vriendschappelijk (New Britain, Verenigde Staten, 12 augustus 1973): |       |       |
| Verenigde Staten                                                     | 1 – 0 | Polen |
| Al Trost 37'                                                         | goals |       |

### Zeventiende ontmoeting
| Vriendschappelijk (Chicago, Verenigde Staten, 9 oktober 2010): |       |                                              |
| Verenigde Staten                                               | 2 – 2 | Polen                                        |
| Jozy Altidore 13' Oguchi Onyewu 52'                            | goals | 30' Adam Matuszczyk 73' Jakub Błaszczykowski |

Poolse voetbalbond · A-internationals · Selecties · Statistieken · Pools vrouwenelftal · Olympisch elftal · Polen U21 · Polen U20 · Polen U19 · Polen U18 · Polen U17 · Polen U16
1921 – 1929 ·
1930 – 1939 ·
1940 – 1949 ·
1950 – 1959 ·
1960 – 1969 ·
1970 – 1979 ·
1980 – 1989 ·
1990 – 1999 ·
2000 – 2009 ·
2010 – 2019 ·
2020 – 2029
EK 2008 · 
EK 2012 · 
EK 2016 · 
EK 2020
WK 1938 ·
WK 1974 ·
WK 1978 ·
WK 1982 ·
WK 1986 ·
WK 2002 ·
WK 2006 ·
WK 2018
OS 1924 ·
OS 1936 ·
OS 1972 ·
OS 1976 ·
OS 1992
1921 · 
1922 · 
1923 · 
1924 · 
1925 · 
1926 · 
1927 · 
1928 · 
1929 · 
1930 · 
1931 · 
1932 · 
1933 · 
1934 · 
1935 · 
1936 · 
1937 · 
1938 · 
1939 · 
1940–1946 · 
1947 · 
1948 · 
1949 · 
1950 · 
1951 · 
1952 · 
1953 · 
1954 · 
1955 · 
1956 · 
1957 · 
1958 · 
1959 · 
1960 · 
1961 · 
1962 · 
1963 · 
1964 · 
1965 · 
1966 · 
1967 · 
1968 · 
1969 · 
1970 · 
1971 · 
1972 · 
1973 · 
1974 · 
1975 · 
1976 · 
1977 · 
1978 · 
1979 · 
1980 · 
1981 · 
1982 · 
1983 · 
1984 · 
1985 · 
1986 · 
1987 · 
1988 · 
1989 · 
1990 · 
1991 · 
1992 · 
1993 · 
1994 · 
1995 · 
1996 · 
1997 · 
1998 · 
1999 · 
2000 · 
2001 · 
2002 · 
2003 · 
2004 · 
2005 · 
2006 · 
2007 · 
2008 · 
2009 · 
2010 · 
2011 · 
2012 · 
2013 · 
2014 ·
2015 ·
2016 ·
2017 ·
2018 ·
2019 ·
2020 ·
2021
Albanië ·
Algerije ·
Andorra ·
Argentinië ·
Armenië ·
Australië ·
Azerbeidzjan ·
België ·
Bolivia ·
Bosnië en Herzegovina ·
Brazilië ·
Bulgarije ·
Canada ·
Chili ·
China ·
Colombia ·
Costa Rica ·
Cyprus ·
DDR ·
Denemarken ·
Duitsland ·
Ecuador ·
Egypte ·
Engeland ·
Estland ·
Faeröer · 
Finland ·
Frankrijk ·
Georgië ·
Gibraltar ·
Griekenland ·
Guatemala ·
Haïti ·
Hongarije ·
Ierland ·
India ·
Irak ·
Iran ·
Israël ·
Italië ·
Ivoorkust ·
IJsland ·
Japan ·
Joegoslavië ·
Kameroen ·
Kazachstan ·
Koeweit ·
Kroatië ·
Letland ·
Libië ·
Liechtenstein ·
Litouwen ·
Luxemburg ·
Marokko ·
Malta ·
Mexico ·
Moldavië ·
Montenegro ·
Nederland ·
Nieuw-Zeeland ·
Nigeria ·
Noord-Ierland ·
Noord-Korea ·
Noord-Macedonië ·
Noorwegen ·
Oekraïne ·
Oostenrijk ·
Peru ·
Portugal ·
Roemenië ·
Rusland ·
San Marino ·
Saoedi-Arabië · 
Schotland ·
Senegal ·
Servië ·
Servië en Montenegro · 
Singapore ·
Slovenië ·
Slowakije ·
Sovjet-Unie ·
Spanje ·
Thailand · 
Tsjechië ·
Tsjecho-Slowakije ·
Tunesië ·
Turkije ·
Uruguay ·
Verenigde Arabische Emiraten ·
Verenigde Staten ·
Wales ·
Wit-Rusland ·
Zuid-Afrika ·
Zuid-Korea ·
Zweden ·
Zwitserland
België (1982) ·
Colombia (2018) ·
Costa Rica (2006) ·
Duitsland (2006) ·
Duitsland (2008) ·
Duitsland (2016) ·
Ecuador (2006) ·
Frankrijk (1982) ·
Frankrijk (2022) ·
Griekenland (2012) ·
Italië (1982, 1) ·
Italië (1982, 2) ·
Japan (2018) ·
Kameroen (1982) ·
Kroatië (2008) ·
Noord-Ierland (2016) ·
Oostenrijk (2008) ·
Peru (1982) ·
Rusland (2012) ·
Senegal (2018) ·
Slowakije (2021) ·
Sovjet-Unie (1982) ·
Spanje (2021) ·
Tsjechië (2012) ·
Zweden (2021)
USSF · A-internationals · Selecties · Bondscoaches · Amerikaans vrouwenelftal · Olympisch elftal · USA -21 · USA -20 · USA -19 · USA -18 · USA -17
1885 – 1919 · 
1920 – 1929 · 
1930 – 1939 · 
1940 – 1949 · 
1950 – 1959 · 
1960 – 1969 · 
1970 – 1979 · 
1980 – 1989 · 
1990 – 1999 · 
2000 – 2009 · 
2010 – 2019 ·
2020 − 2029
CA 1993 · 
CA 1995 · 
CA 2007 · 
CA 2016
CC 1992 · 
CC 1999 · 
CC 2003 · 
CC 2009
WK 1930 · 
WK 1934 · 
WK 1950 · 
WK 1990 · 
WK 1994 · 
WK 1998 · 
WK 2002 · 
WK 2006 · 
WK 2010 · 
WK 2014
OS 1904 · 
OS 1924 · 
OS 1928 · 
OS 1936 · 
OS 1948 · 
OS 1952 · 
OS 1956 · 
OS 1972 · 
OS 1984 · 
OS 1988 · 
OS 1992 · 
OS 1996 · 
OS 2000 · 
OS 2008
Algerije ·
Antigua en Barbuda ·
Argentinië ·
Armenië ·
Australië ·
Azerbeidzjan ·
Barbados ·
België ·
Belize ·
Bermuda ·
Bolivia ·
Bosnië en Herzegovina ·
Brazilië ·
Canada ·
Chili ·
China ·
Colombia ·
Costa Rica ·
Cuba ·
Curaçao ·
Denemarken ·
DDR ·
Duitsland ·
Ecuador ·
Egypte ·
El Salvador ·
Engeland ·
Estland ·
Finland ·
Frankrijk ·
Ghana ·
GOS ·
Grenada ·
Griekenland ·
Guatemala ·
Guyana ·
Haïti ·
Honduras ·
Hongarije ·
Ierland ·
IJsland ·
Iran ·
Israël ·
Italië ·
Ivoorkust ·
Jamaica ·
Japan ·
Joegoslavië ·
Kaaimaneilanden ·
Kameroen ·
Koeweit ·
Letland ·
Liechtenstein ·
Luxemburg ·
Malta ·
Marokko ·
Martinique ·
Mexico ·
Moldavië ·
Nederland ·
Nederlandse Antillen ·
Nicaragua ·
Nieuw-Zeeland ·
Nigeria ·
Noord-Ierland ·
Noord-Korea ·
Noord-Macedonië ·
Noorwegen ·
Oekraïne ·
Oezbekistan ·
Oman ·
Oostenrijk ·
Panama ·
Paraguay ·
Peru ·
Polen ·
Portugal ·
Puerto Rico ·
Qatar ·
Roemenië ·
Rusland ·
Saint Kitts en Nevis ·
Saint Vincent en de Grenadines ·
Saoedi-Arabië ·
Schotland ·
Servië ·
Slovenië ·
Slowakije ·
Sovjet-Unie ·
Spanje ·
Thailand ·
Trinidad en Tobago ·
Tsjechië ·
Tsjecho-Slowakije ·
Tunesië ·
Turkije ·
Uruguay ·
Venezuela ·
Wales ·
Zuid-Afrika ·
Zuid-Korea ·
Zweden ·
Zwitserland
Algerije (2010) ·
België (2014) ·
Brazilië (2009, 2) ·
Duitsland (2014) ·
Engeland (2010) ·
Ghana (2006) · 
Ghana (2014) · 
Italië (2006) · 
Nederland (2022) ·
Portugal (2014) ·
Slovenië (2010) ·
Tsjechië (2006)